# Albrekt I av Sachsen
Albrekt I av Sachsen (tyska: Albrecht I. von), född ca. 1175, död 8 november 1261, hertig av Sachsen 1212-1261, hertig av Albingen från 1226, regent av markgrevskapet Meissen 1217-1230. Son till hertig Bernhard III av Sachsen (död 1212) och (troligen) Judith av Polen (död 1201/1202).

## Biografi
Hertig Albrekt I understödde intill slutet kejsar Otto IV mot stauferna och bekrigade framför allt staufernas man ärkebiskop Albrekt av Magdeburg. I dessa strider miste hertigen bl. a. Stassfurt. Vid kejsar Ottos död 1218 övergick hertig Albrekt till staufiske kejsar Fredrik II och fick då av denne sina län, rättigheter och fögderier bekräftade.
Albrekt vistades ett flertal gånger i Italien. 1226 valdes han till hertig av Albingen varför han drogs in i Holstein-Schauenburgs krig mot Danmark. Albrekt deltog i slaget vid Bornhöft söder om Kiel 22 juli 1227 varvid den danska stormaktsställningen bröt samman. Han återvann då Lauenburg-Ratzeburg jämte landet Hadeln. Det sachsiska höghetsanspråket över Holstein-Wagrien, Schwerin, Dannenberg och Lübeck säkrades. Från sina welfiska motståndare kunde hertig Albrekt vinna fögderierna Bergedorf, Hitzacker och Sachsenwald.
1228/1229 var hertig Albrekt med kejsar Fredrik II i Jerusalem och förmedlade 1231/1232 freden mellan kejsaren och dennes son kung Henrik (VII). 1240/1241 var Albrekt återigen i Italien. Sedan avföll han dock från kejsaren och erkände istället tronkrävarna Willem av Holland och därefter (1257) Alfons X av Kastilien.
Under Albrekts tid rådde anarki i det sachsisk-westfaliska området. Han vann där grevliga rättigheter och besittningar i Engern. I några urkunder betecknas Albrekt som hertig av Engern vilket får anses vara en inofficiell titel. Kort före sin död delade Albrekt upp sitt land mellan sina söner varur linjerna Sachsen-Lauenburg och Sachsen-Wittenberg uppstod.

## Äktenskap och barn
Albrekt gifte sig första gången i Wien 1222 med Agnes av Österrike (1206-1226). Paret fick följande barn:
1. Jutta av Sachsen (omkring 1223-1267), gift med kung Erik IV "Plogpenning" av Danmark (1216-1250)

Albrekt gifte sig andra gången tidigast 1229 med Agnes av Thüringen (död före 1247). Paret fick följande barn:
1. Elisabet av Sachsen (omkring 1230-1293/1306), gift 1. med greve Johan I av Holstein (död 1263), gift 2. med greve Konrad I av Brehna (död 1277/1278)
2. Jutta av Sachsen (omkring 1240-1287), gift med markgreve Johan I av Brandenburg (död 1266/1267)
3. Mechthild av Sachsen (död 1265), gift med greve Helmhold III av Schwerin (död omkring 1299)

Albrekt gifte sig tredje gången 1247/1248 med Helene av Braunschweig-Lüneburg (död 1273). Paret fick följande barn:
1. Johan I av Sachsen-Lauenburg (1249-1286), hertig av Sachsen-Lauenburg
2. Albrekt II av Sachsen-Wittenberg (omkring 1250-1298), hertig av Sachsen-Wittenberg
3. Helene av Sachsen (1250/1253-1309), gift 1. med hertig Henrik III av Schlesien-Breslau (död 1266), gift 2. med borggreve Fredrik III av Nürnberg (död 1297)